# Decebal Urdea
Decebal Urdea (n. 1933, Giurgiu) a fost guvernator al Băncii Naționale a României în perioada 31 martie 1989 - 4 septembrie 1990.  Decebal Urdea a fost membru al Comitetului Central al Partidului Comunist Român. Prin decizia 70/27.5.1999, Decebal Urdea a fost onorat cu titlul de cetățean de onoare al municipiului Giurgiu.
Decebal Urdea a fost deputat în Marea Adunare Națională în sesiunile din perioada 1975 - 1989. În 1979, Decebal Urdea a fost decorat cu Ordinul Tudor Vladimirescu.

## Distincții
- Ordinul Muncii clasa a III-a (25 decembrie 1967) „pentru merite deosebite în opera de construire a socialismului, cu prilejul celei de-a XX-a aniversări a proclamării Republicii”[6]